# Johann Sebastian Mitternacht
Johann Sebastian Mitternacht (né le 30 mars 1613 à Hardisleben, mort le 25 juillet 1679 à Zeitz) est un théologien et écrivain allemand.

## Biographie
Fils de pasteur évangélique, il vit chez ses parents jusqu'à 17 ans et va à l'école de Naumbourg. Après l'abitur en 1633, il étudie la théologie à Iéna et en 1634 à Wittemberg, où August Buchner lui accorde le magister. Il gagne sa vie comme précepteur jusqu'à l'obtention de son premier pastorat à Teutleben en 1638.
En 1642, il est nommé recteur de son ancienne école à Naumburg. En 1646, il devient recteur du gymnasium humaniste de Gera. Il compose au moins quinze drames qui influenceront Christian Weise.
En outre, il écrit des arguments théologiques, des textes rhétoriques et éducatifs. Il devient membre de la Deutschgesinnte Genossenschaft en 1654. En 1667, il est nommé prédicateur de la cour du duc Maurice de Saxe-Zeitz. Peu avant sa mort en 1679, il est couronné Poeta laureatus.